# Méthylcobalamine

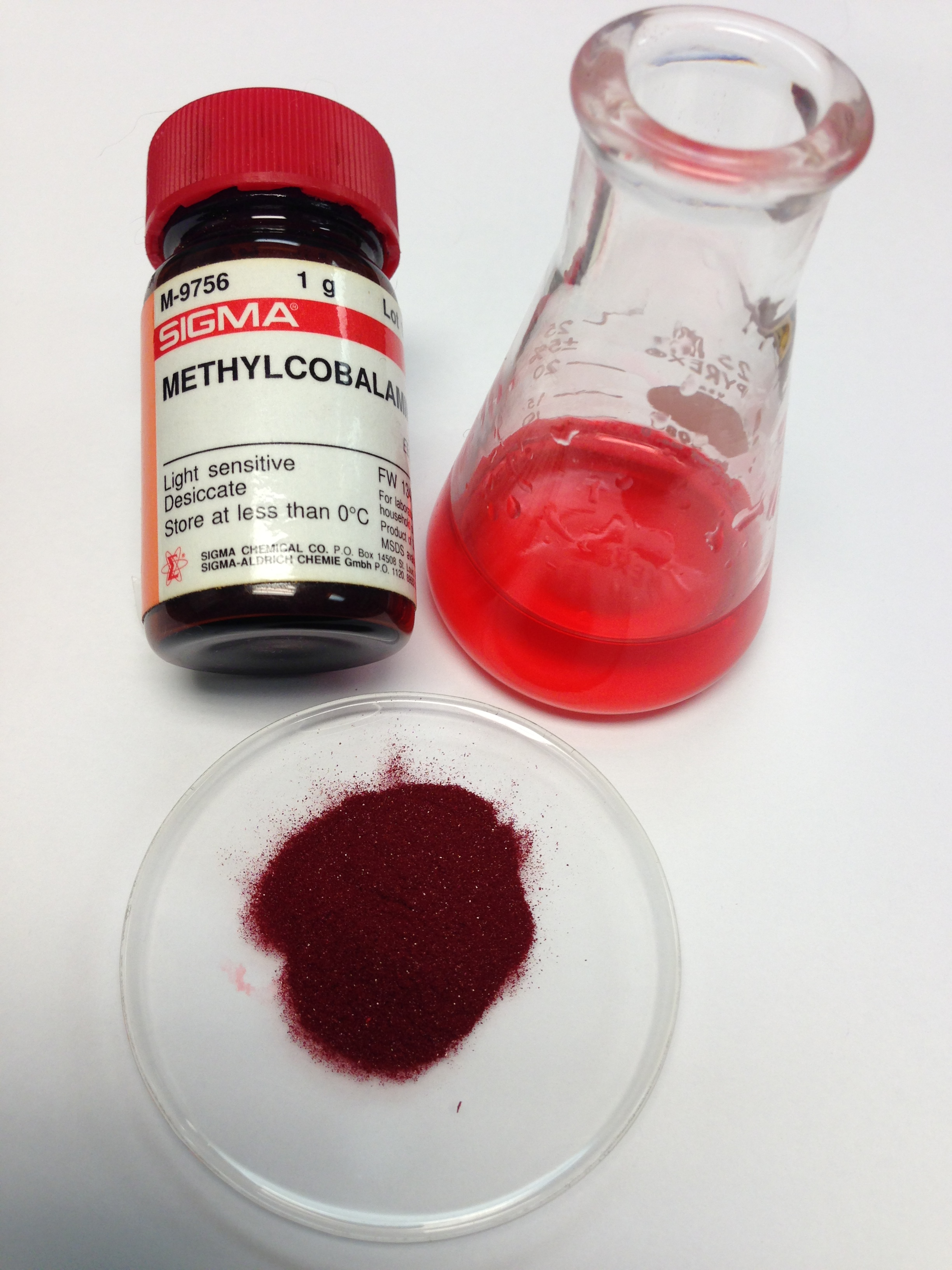
Méthylcobalamine à l'état pulvérulent et en solution.

La méthylcobalamine, parfois appelée mécobalamine, est l'une des formes actives de vitamine B12, l'autre étant l'adénosylcobalamine, ou cobamamide. C'est une coenzyme utilisée notamment par la méthionine synthase, ou 5-méthyltétrahydrofolate-homocystéine méthyltransférase. Elle est utilisée pour traiter les neuropathies périphériques et diabétiques, et comme traitement préliminaire de la sclérose latérale amyotrophique (maladie de Charcot)[réf. nécessaire].